# Ščavnica
Die Ščavnica (deutsch Stainz, nicht zu verwechseln mit dem Stainzbach in der Weststeiermark) ist ein rechtsufriger Zufluss der Mur in der Region Štajerska im Nordosten Sloweniens. Der Fluss entspringt in den Windischen Bühel und mündet nach 56 Kilometern bei Razkrižje in die Mur.

## Verlauf
Die Ščavnica entspringt auf 360 m. i. J. in der Ortschaft Zgornja Velka (Gemeinde Šentilj) in den Windischen Bühel wenige Kilometer südlich der österreichischen Grenze. Der Bach verläuft zunächst in Südost-Richtung durch einen dünn besiedelten Graben und dann einige Kilometer entlang der Landesstraße 433, ehe sich in der Gemeinde Sveta Ana die Talsohle verbreitert. Während der Fluss ein paar Kilometer in West-Ost-Richtung fließt, trennt ein schmaler, nur etwa 20 Meter aufragender Riedel, das Tal der Ščavnica von der Apaško polje im Norden. In diesem Abschnitt zeigt der Verlauf weitgehend naturbelassene Mäander mit schmalen Bachbegleitwäldern.
In der Folge ist der Flusslauf begradigt und passiert in südöstlicher Fließrichtung die Gemeinden Gornja Radgona und Sveti Jurij, ehe er in Križevci in die Mursko polje eintritt. Hier durchfließt die Ščavnica den künstlich angelegten Gajševsko jezero, tangiert die Kleinstadt Ljutomer nördlich und mündet in der Gemeinde Razkrižje in die Mur.

## Hydrologie

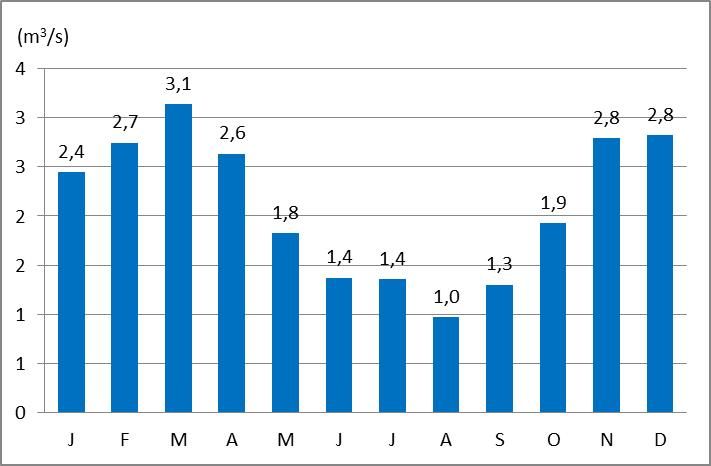
Mittlerer monatlicher Abfluss am Pegel Pristava (Gemeinde Ljutomer) 1971–2000

Die Ščavnica verfügt als typisch pannonisches Tieflandgerinne über ein Schnee-Regen-Regime mit einem klaren Abflussmaximum im März. Ein Nebenmaximum findet sich im Spätherbst. In den Sommermonaten leidet der Fluss unter der Trockenheit und führt vergleichsweise wenig Wasser. Der niedrigste bekannte Abfluss am Pegel Pristava liegt bei lediglich 18 l/s und datiert vom 30. September 1992.
Die Talsohle der Ščavnica war in der Vergangenheit öfters überschwemmt, so etwa im November 1925. Trotz weitgehender Regulierungen treten in Folge starker Niederschläge immer noch Hochwässer am Mittel- und Unterlauf auf, zuletzt im Februar 2009, als der Fluss binnen weniger Stunden auf einen Wasserstand von 287 cm und einen Abfluss von 49,6 m3/s anschwoll. Der höchste bekannte Abfluss von 64 m3/s wurde am 5. November 1998 gemessen.

## Kulturlandschaft

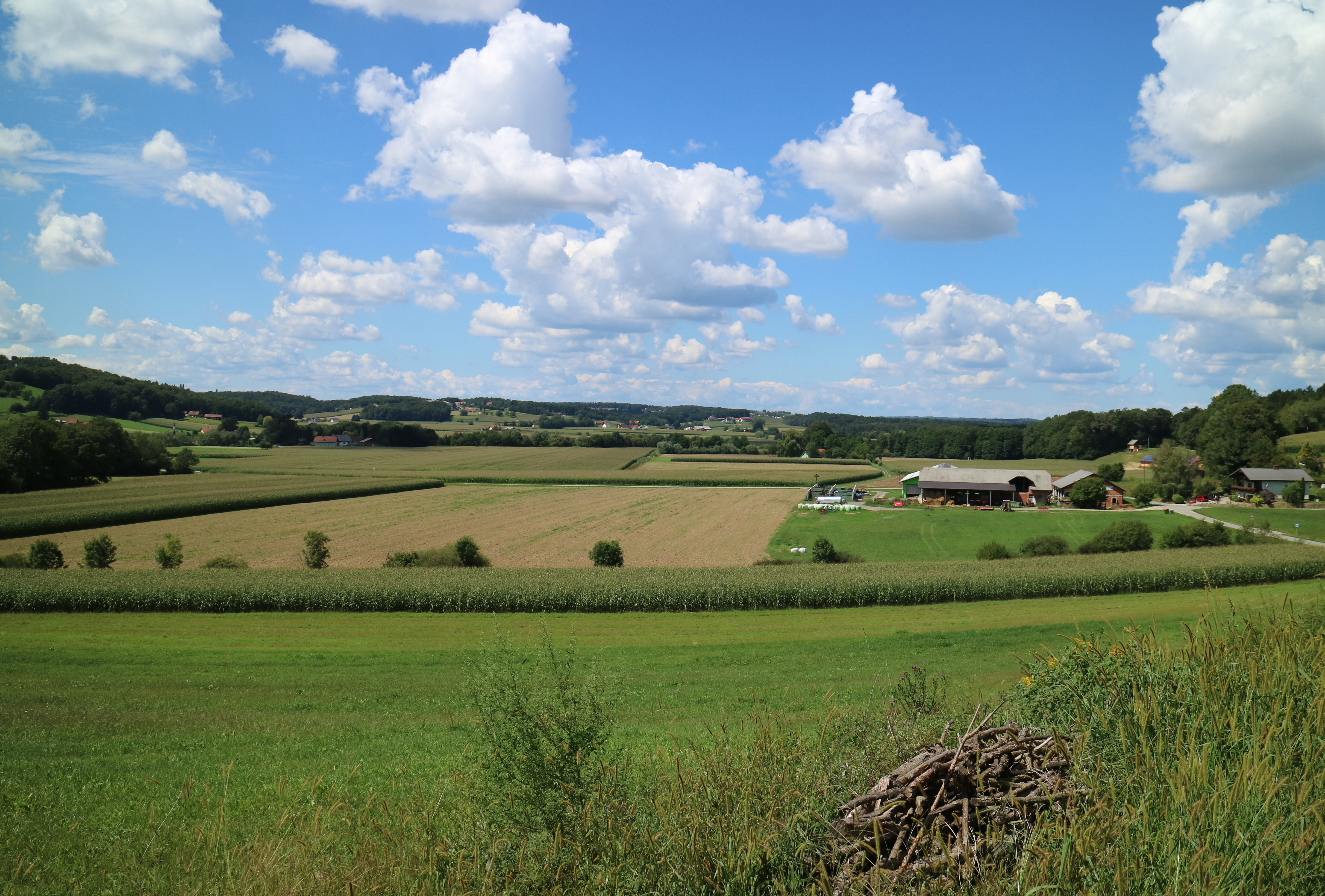
Maisfelder im Ščavnica-Tal bei Lastomerci (Gem. Gornja Radgona)

Während nur die ersten 15 bis 16 Kilometer der Ščavnica einigermaßen naturbelassen sind, wurden Mittel- und Unterlauf in den 1970er Jahren begradigt. Neben dem Hochwasserschutz war vor allem die Gewinnung landwirtschaftlicher Ackerfläche ein entscheidendes Ziel. Im Gegensatz zu den pleistozänen Schotterterrassen am Mittellauf erweisen sich die sandig-lehmigen Böden in der Mursko polje als durchaus fruchtbar. Kultiviert werden in den Tallagen in erster Linie Mais und Weizen, während die Hügel vom Wein- und Obstbau geprägt sind. Entlang der Ščavnica dominieren Felder und Wiesen zwischen industrieller Landwirtschaft das Landschaftsbild. Viele Agrarbetriebe setzten auf Viehhaltung, wobei vor allem die Pferdezucht im Murbecken auf eine lange Tradition zurückblicken kann.
Nach Erweiterung der Radkersburger Bahn 1890 begann sich vor allem Ljutomer nach und nach zu industrialisieren und ist heute ein Zentrum von Baustoff-, Textil-, Lebensmittel- sowie Holz- und Metallindustrie. Dennoch blieb der Agrarcharakter des Ščavnicatals lange bewahrt. So waren etwa 1991 immer noch 30 % der in den Bühel sowie 17 % der im Murbecken lebenden Bevölkerung im Primärsektor tätig – für slowenische Verhältnisse überdurchschnittliche Werte.

## Wasserqualität
Lange Zeit hatte die Ščavnica aufgrund der Einleitung landwirtschaftlicher und industrieller Abwässer mit mangelhafter Wasserqualität zu kämpfen. In den Jahren von 2002 bis 2005 befand sich das Gewässer in „schlechtem chemischen Zustand“, es wurden Rückstände von Waschmitteln, Phenolen, Metolachlor und Pestiziden festgestellt. 2006 wurde der Ščavnica erstmals ein „guter Zustand“ attestiert. Limnologische Untersuchungen des slowenischen Umweltministeriums aus den Jahren 2009 und 2010 bescheinigten der Ščavnica ebenfalls einen mäßigen (etwa bezüglich der Nitratwerte) bis guten Zustand. Der Bestand des Benthos wurde sogar als sehr gut eingestuft. Einen wesentlichen Beitrag zur Verbesserung der Situation leistete 2005 der Bau einer Kläranlage für Ljutomer.

## Bilder

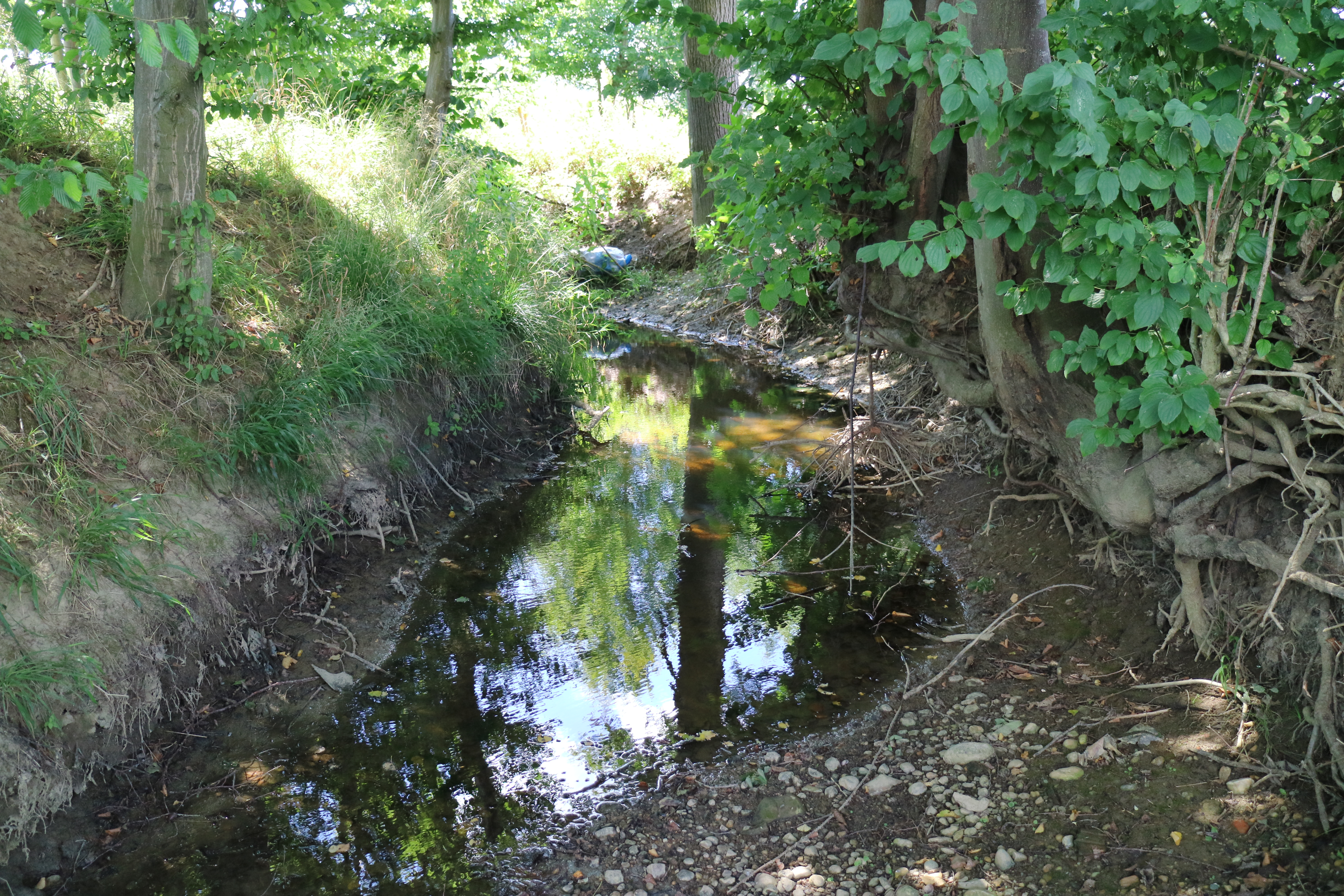
Naturbelassener Oberlauf
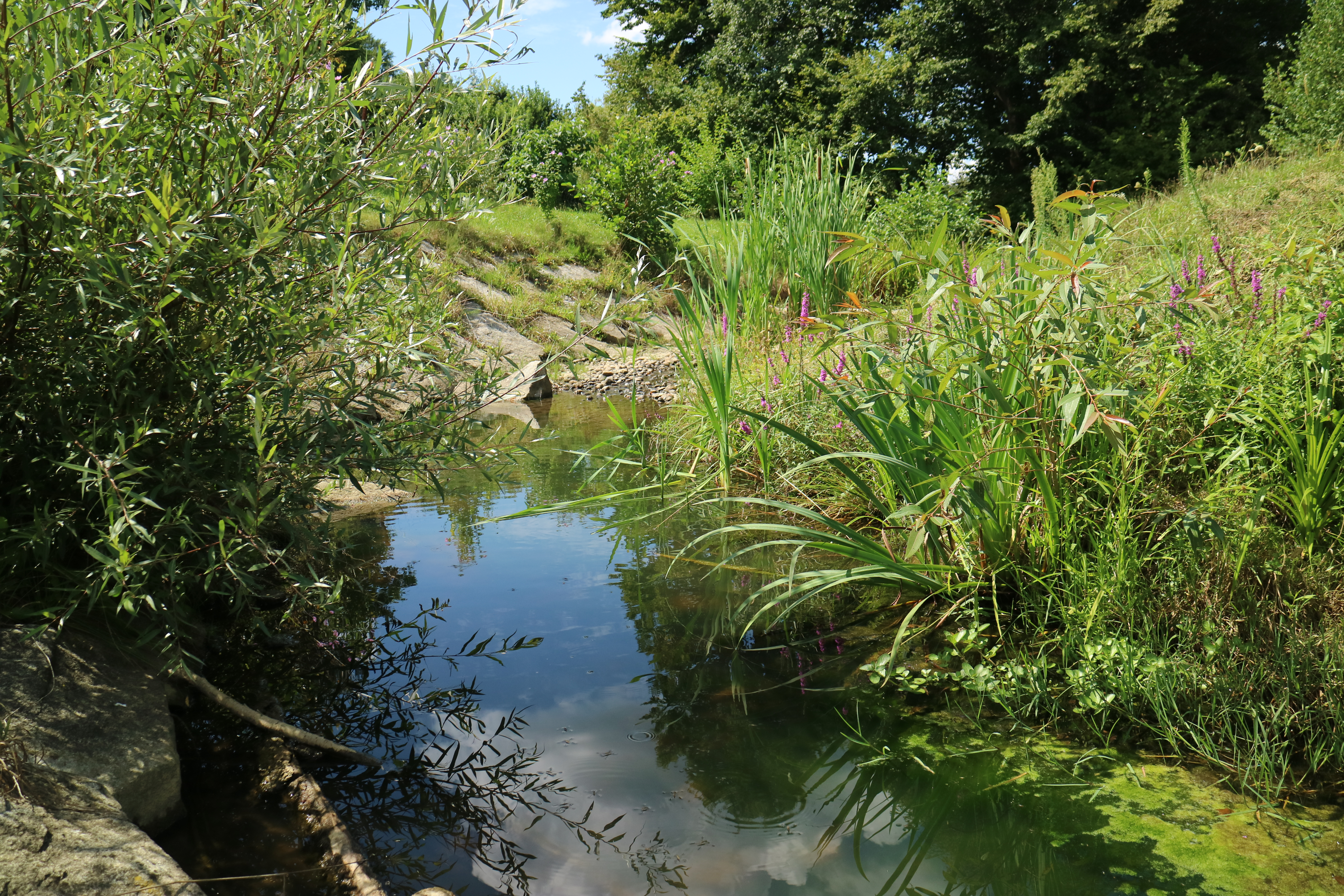
Renaturierter Flussabschnitt
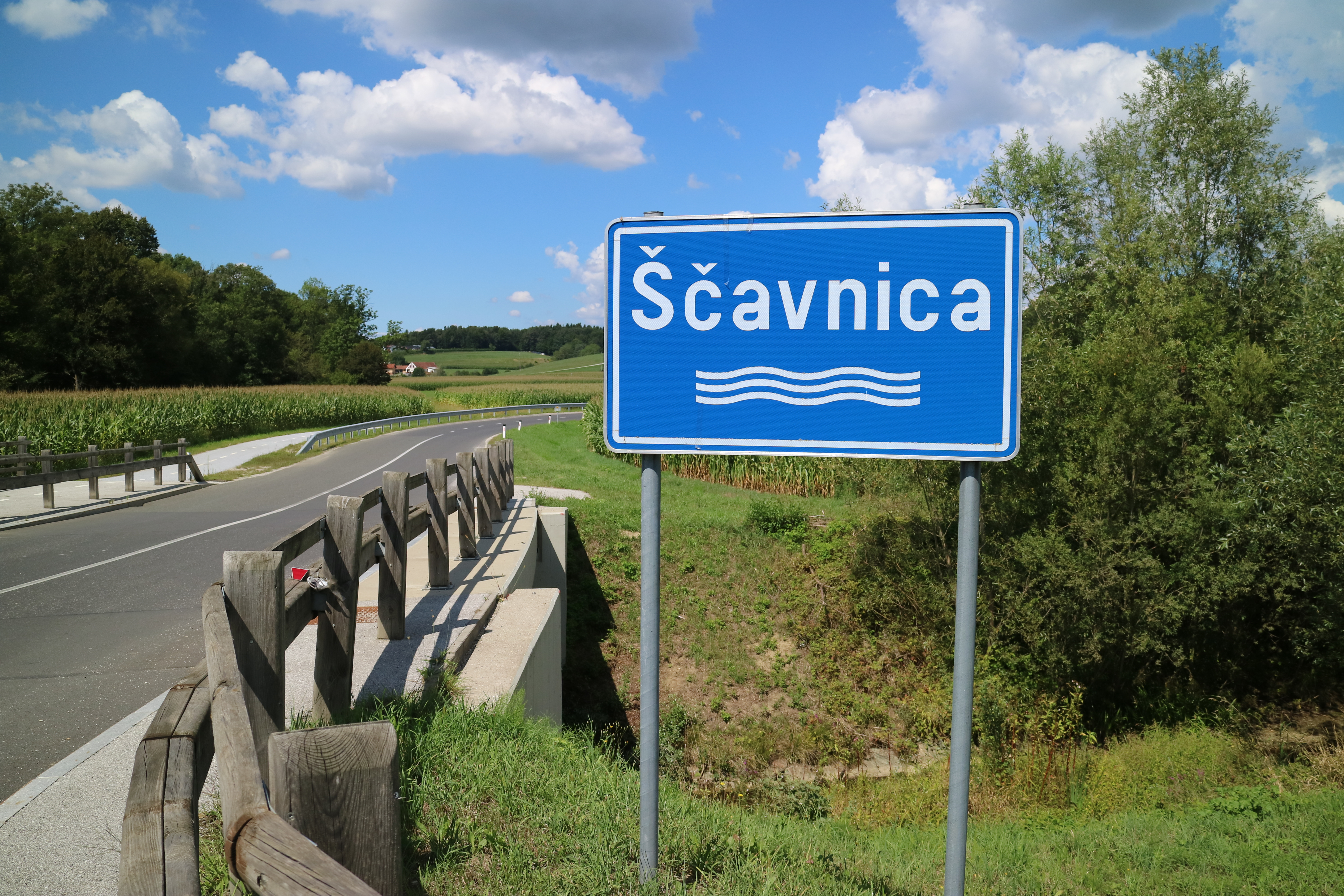
Erste Straßentafel am Oberlauf
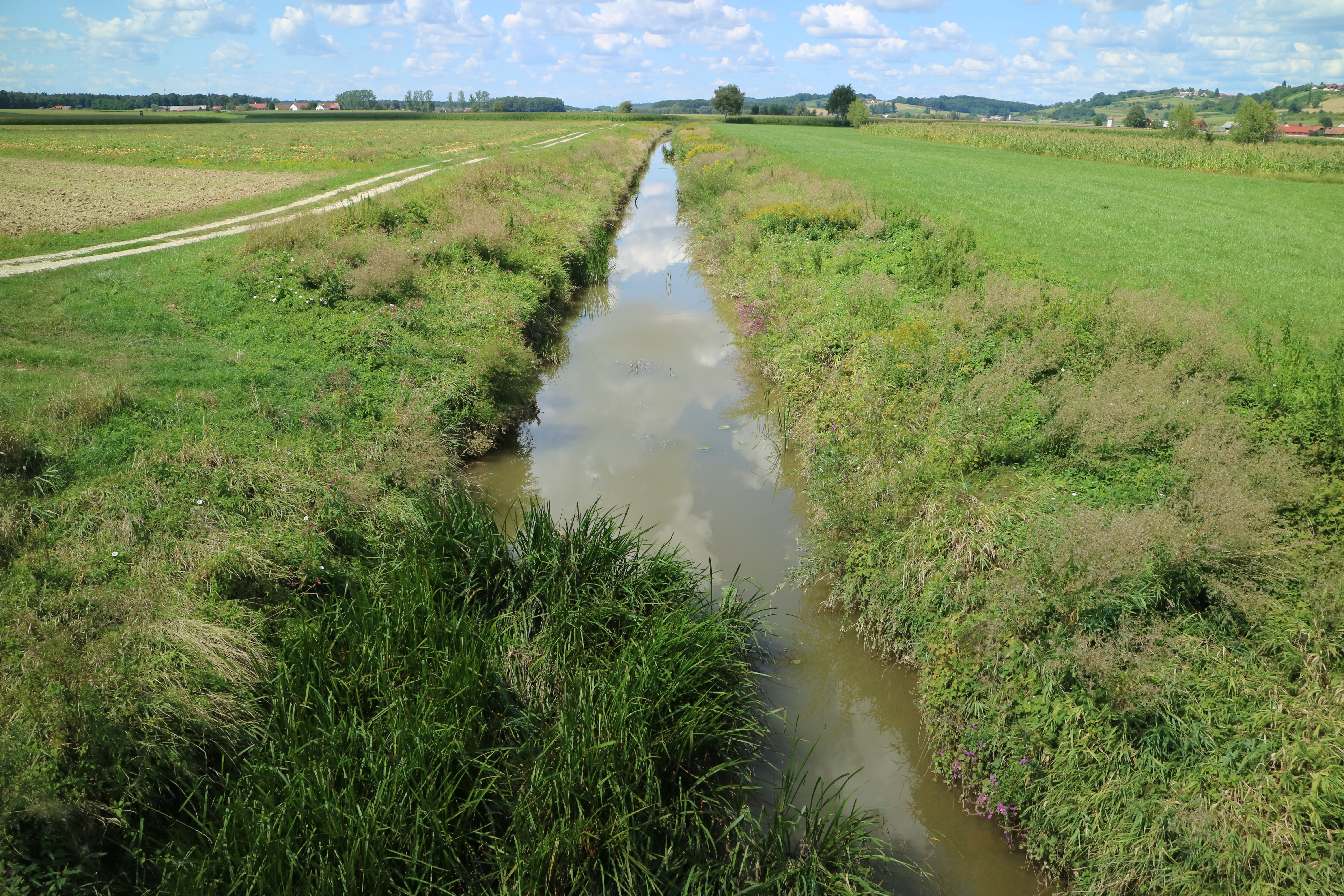
Begradigte Ščavnica bei Biserjane
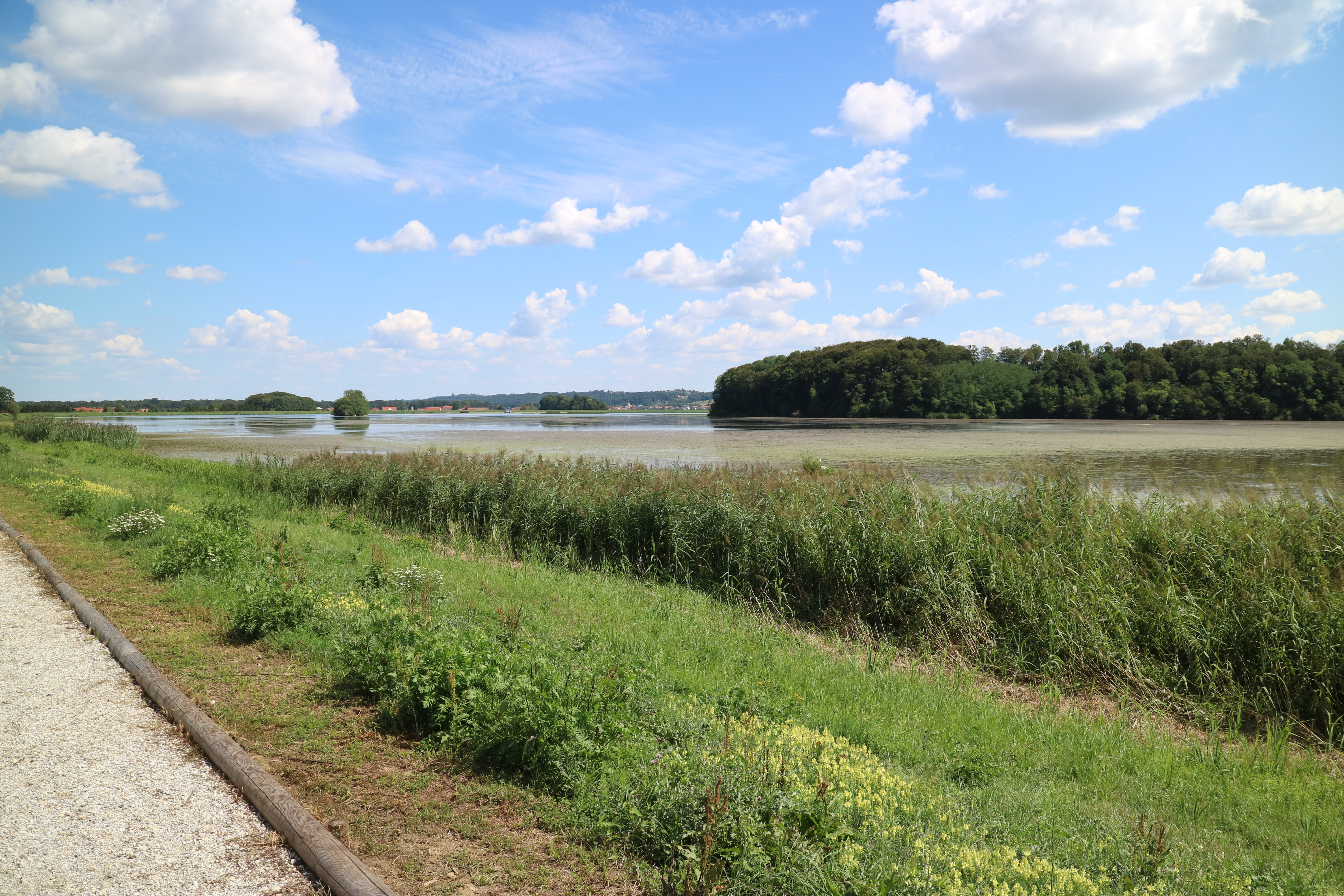
Gajševsko jezero
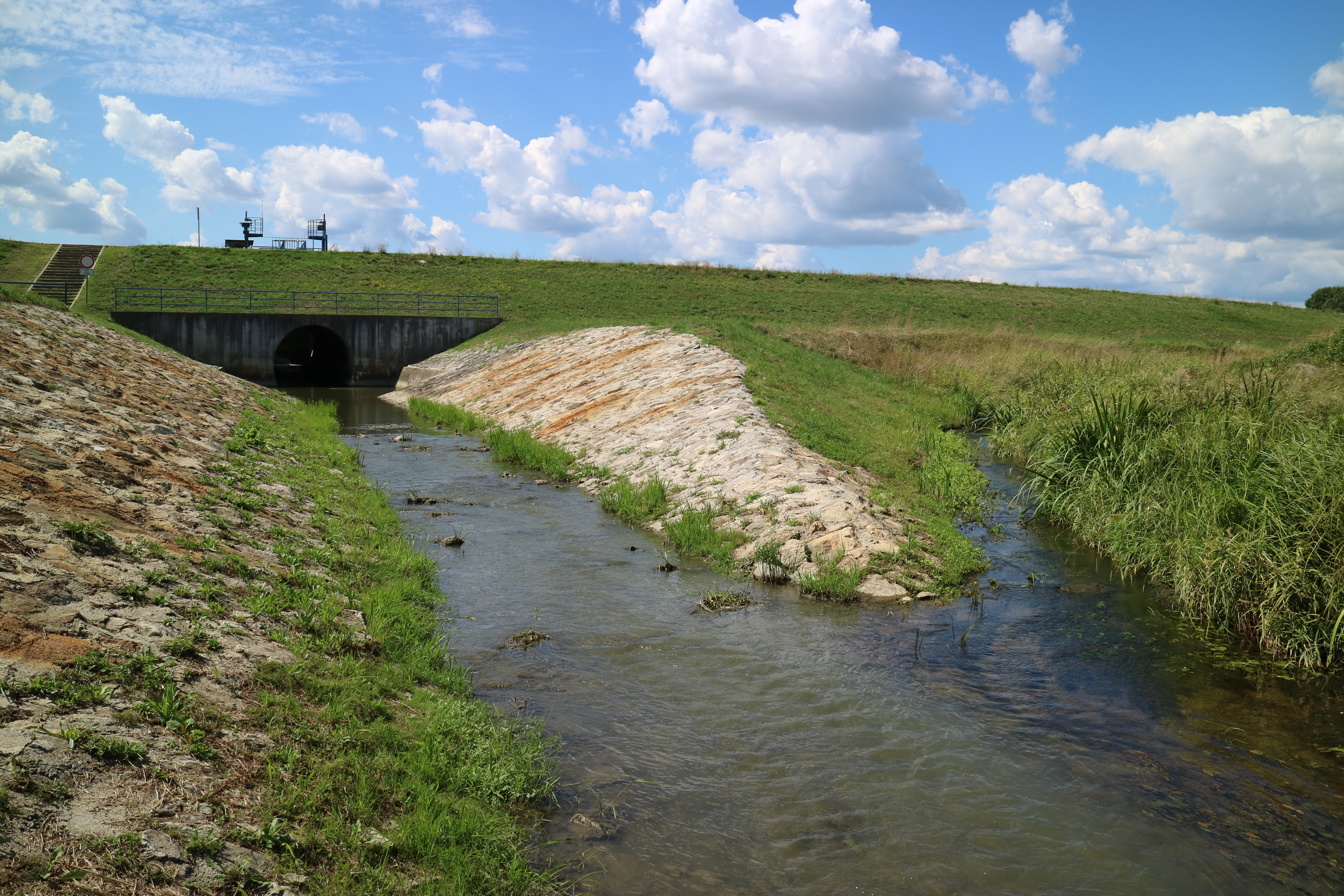
Einmündung der Lipnica (rechts)
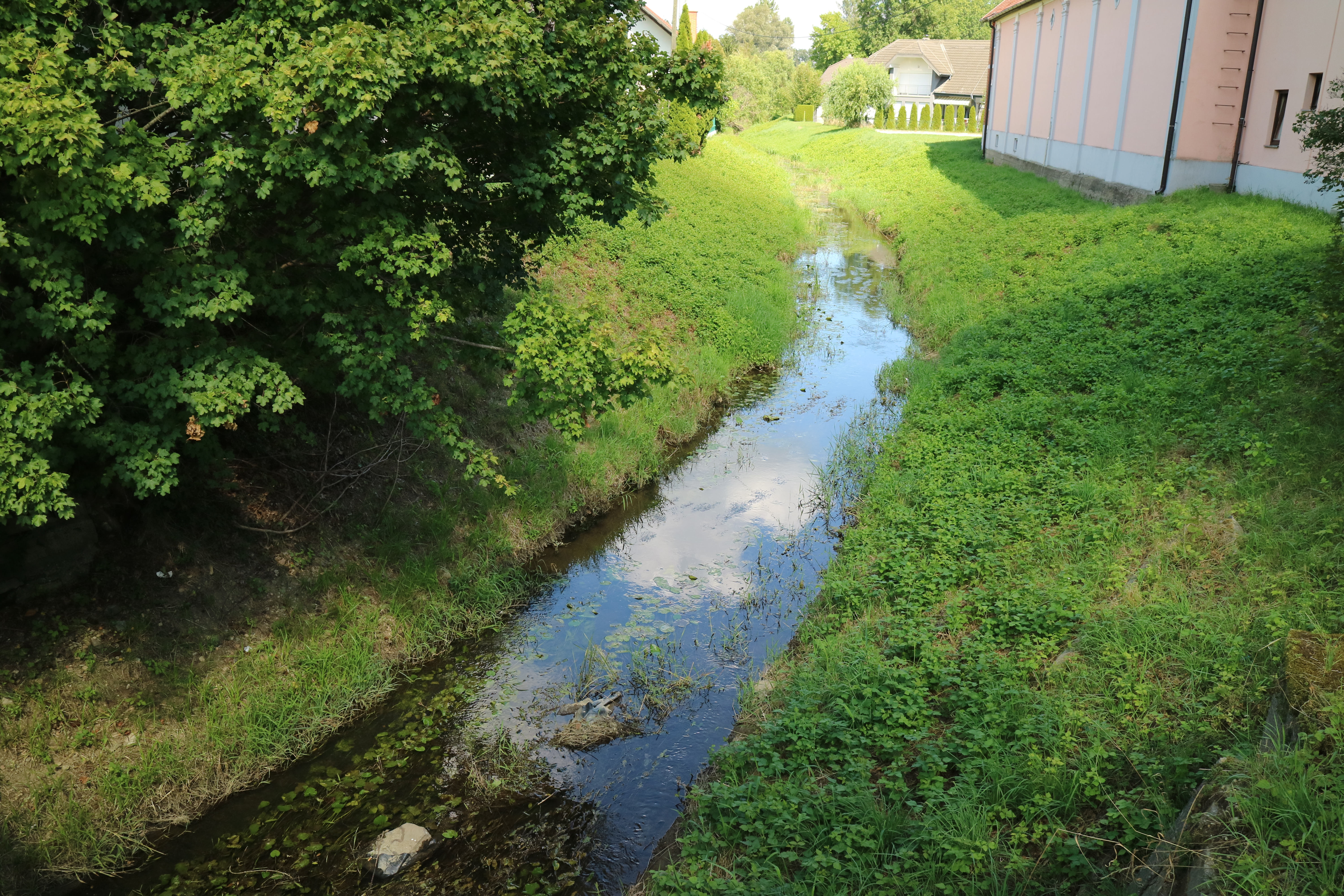
Ščavnica in Ljutomer